# Ras el hanout

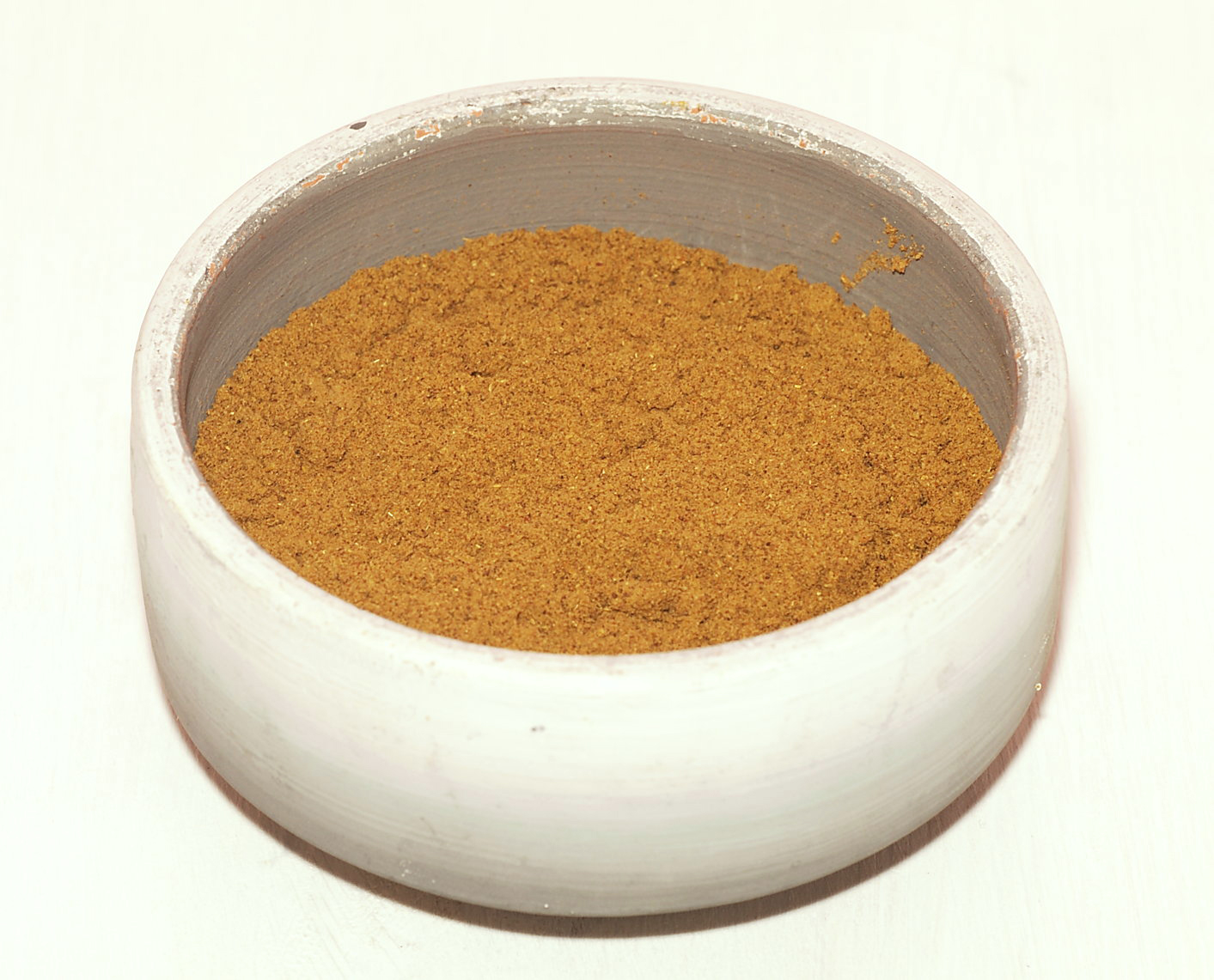
Ras hanout

Ras el hanout – mieszanka przypraw pochodząca z Maroka. Tworzy ją około trzydziestu różnych składników, w tym m.in. płatki róż i lawenda. Dodawana do wielu potraw, w tym kaszy kuskus, potraw mięsnych i warzywnych. Nadaje im barwy złocistej i charakterystycznie wyostrza smak.